# Korzonek (województwo opolskie)
Korzonek (niem. Korzonek, 1936–45 Teichen) – wieś (do 31 grudnia 2016 osada) w Polsce położona w województwie opolskim, w powiecie kędzierzyńsko-kozielskim, w gminie Bierawa, około 10 km od Kędzierzyna-Koźla i około 30 km na zachód od Gliwic.
W skład wsi wchodzi osiedle Korzonek oraz oddalone o około 200 m skupisko kilkunastu domów o zabudowie wiejskiej zwane Korzonek Wieś.
Osiedle Korzonek składa się z kompleksu 12 jednopiętrowych budynków mieszkalnych oraz dwóch baraków adaptowanych na osiedlowy klub, sklepik spożywczy oraz biura firmy transportowej i kaplicę. Ostatni z obiektów to wybudowana w latach siedemdziesiątych ub. wieku, nieczynna od 2015 roku restauracja (Roma, U Freda).

## Geografia
Geograficznie wieś Korzonek leży w podregionie Niecki Kozielskiej na Nizinie Śląskiej i zajmuje obszar 124 ha, z czego 50 ha to użytki rolne.

## Historia
Osiedle wybudowane przez Niemców na potrzeby pracowników pobliskich zakładów chemicznych wytwarzających benzynę syntetyczną - obecnie funkcjonujących jako  Grupa Azoty ZAK Spółka Akcyjna.

## Komunikacja

### Układ drogowy
Przez Korzonek przechodzi ważna droga wojewódzka: 408.

### Transport publiczny
Veolia Transport Sp. z o.o. posiada w Korzonku 2 przystanki.